# Montaillou (Buch)
Montaillou – Ein Dorf vor dem Inquisitor 1294–1324 ist ein Buch des französischen Annales-Historikers Emmanuel Le Roy Ladurie. Das Werk wurde erstmals 1975 unter dem Titel Montaillou, village occitan de 1294 à 1324 in Paris veröffentlicht. Le Roy Ladurie setzt sich darin mit den zwischen 1318 und 1325 entstandenen Inquisitionsakten von Bischof Jacques Fournier, dem späteren Papst Benedikt XII., über das Dorf Montaillou auseinander. Anhand dieser Quellen versucht Le Roy Ladurie die gedankliche und alltägliche Welt der Bewohner von Montaillou um die Wende vom 13. zum 14. Jahrhundert zu rekonstruieren und arbeitet zugleich die sozialen Strukturen innerhalb einer Gesellschaft heraus. Die Monografie von Le Roy Ladurie gilt heute als ein Standardwerk der Mikrogeschichte.

## Synopsis

### Hintergrund
Der zwanzigjährige Kreuzzug der römisch-katholischen Kirche und des französischen Königs gegen die okzitanischen Andersgläubigen, auch Albigenser oder Katharer genannt, endete 1229 mit dem Friedensschluss in Meaux und der faktischen Annexion der Region des Languedoc durch Frankreich.:19 Dies war aber nicht genug, um in Okzitanien die heterodoxe Strömung der Katharer zu unterbinden, welche sich fast ein Jahrhundert später in den entlegenen Gebirgstälern des Sabarthès nach wie vor hielt, so auch in der Ortschaft Montaillou. Dieses abgelegene Dorf im Süden der Grafschaft Foix lag am Ostufer des Hers, nordöstlich von der Stadt Ax-les-Thermes, wo der Fluss dann in der Ariège mündet. Den Ort gibt es heute noch, auch wenn er sich nicht ganz an derselben Stelle befindet, wo er einst lag (Montaillou).:7-8
Als 1317 Jacques Fournier Bischof der Diözese von Pamiers wurde, zu der auch die Grafschaft von Foix gehörte, rückte erstmal Montaillou in sein Blickfeld. Fournier war nicht nur Bischof, sondern auch Inquisitor, der bemüht war, die Rechtgläubigkeit der ihm unterstellten Gemeinden zu gewährleisten.:23 Hierzu legte Fournier zwischen 1318 und 1325 Protokolle in lateinischer Sprache von seinen Befragungen als Inquisitor an. Das Manuskript dieser Protokolle befindet sich heute in der vatikanischen Bibliothek und wurde 1965 von Jean Duvernoy ediert und unter dem Titel Le Registre d’Inquisition de Jacques Fournier, Évêque de Pamiers (1318–1325) veröffentlicht. Die edierte Version der Inquisitionsakten ist die Hauptquelle in der Monografie von Emmanuel Le Roy Ladurie. Ihm zufolge zeigen die Protokolle auf, wie die Bauern von Montaillou „in eigener Sache reden“.:7 Zudem war aus der Sicht von Le Roy Ladurie Bischof Fournier ein pflichtbewusster Mann, der als Inquisitor nicht nur „geduldig bemüht [war], alles herauszufinden, was seine Zeugen wussten, sondern auch gewissenhaft besorgt, das zur Sprache Gekommene Wort für Wort schriftlich festgestellt zu sehen“:7.

### Ökologie von Montaillou: Das Haus und der Hirte
Le Roy Laduries Werk besteht im Grunde aus zwei Teilen. Der erste Teil umfasst sieben Kapitel und thematisiert die Ökologie von Montaillou. Darin stellt er die zwei wichtigsten Gewerbegruppen im gebirgigen Süden der Grafschaft Foix vor, zum einen die Bauern und zum anderen die Schäfer. Die Bauern bestellten das Land, betrieben Viehzucht und stellten die größte soziale Gruppierung in Montaillou dar. Die zentrale Einheit im Leben einer jeden Bauernfamilie war das Haus, das nicht nur die Kernfamilie, sondern auch Sachgüter, Land, Tiere, den Haushalt, Gäste, Verwandte etc. miteinschloss. In Fourniers Akten wurde für den Begriff „Haus“ die Ausdrücke domus, ostal oder hospicium verwendet.:55–56 Die einzelnen Haushalte in Montaillou standen im regen Austausch mit anderen. So gab es Häuser, die einander freundschaftlich, feindschaftlich oder neutral gesinnt waren.
Dem Haus kam aber auch eine religiöse Funktion und Bedeutung zu. So konnte man gemäß der albigensischen Lehre anstatt in der Kirche in seinen eigenen Räumlichkeiten den Glauben praktizieren. Aus diesem Grund spielte das Netzwerk der einzelnen Hausgemeinschaften in Montaillou eine tragende Rolle in der Wiedererrichtung und Ausbreitung des Katharismus.:57 Gemäß Fourniers Akten soll es elf heterodoxe und fünf katholische Häuser in Montaillou gegeben haben, einige von diesen wechselten manchmal auch das Lager, wie das Haus der Clergues.:61 Le Roy Ladurie widmet sich in einem ganzen Kapitel der Familie Clergue, die zeitweilen die reichste und einflussreichste Familie in Montaillou war. Besonders für den Hausherr Pierre Clergue, welcher Dorfpfarrer und Anhänger des Katharismus zugleich war, scheint sich der Historiker zu interessieren.
Nach den Bauern war die zweitstärkste Gruppe im Dorf die der Schäfer. Der Lebensrhythmus der Schäfer war von der „Ökologie und Chronologie der Transhumanz“:142 bedingt. Dies bedeutete, dass die Hirten ein Dasein als Wanderer fristeten, da sie die Weideplätze für ihre Schafsherden jährlich mehrmals wechselten. Die Schäfer aus Montaillou organisierten sich in sogenannten cabanes (zu Deutsch Hütten). So erfolgte nach der Sommer-Cabane auf den Weiden in den Pyrenäen die Winter-Cabane in Katalonien.:135 Exemplarisch anhand der Person des Pierre Maurys zeigt Le Roy Ladurie auf, wie die Welt und das Leben eines solchen Schäfers aus Montaillou aussah und inwiefern Hirten empfänglich waren für die Lehren des Katharismus. Er spricht unter anderem auch das Freiheitsgefühl, die Offenheit, die teils egalitären Werte und die fatalistische Perspektive der Hirten an. Gemäß Le Roy Ladurie übt aber genau „die fahrende Gesellschaft“ der Hirten eine stärkere Anziehung aus „als die auf ihre domus beschränkten Familien sesshafter Bauern“:158.

### Archäologie von Montaillou: Von der Gebärde zum Mythos
Im zweiten, umfassenderen Teil widmet sich Le Roy Ladurie der Archäologie von Montaillou. Er setzt sich hier ausgiebig mit der Mentalität der Einwohner Montaillous auseinander. So thematisiert er in diesem Teil die Vorstellungen der Leute in Bezug auf Liebe und Ehe, Kindheit und Alter, Religion und Magie, Moral und Arbeit und dem Diesseits und dem Jenseits.
Le Roy Ladurie führt etwa aus, wie das Liebesleben der Dorfbewohner äußerst unterschiedliche Formen annahm. So gab es flüchtige Liebesaffären, Männer, die Verhältnisse mit Konkubinen eingingen, langandauernde Beziehungen und viele arrangierte Ehen, aber auch Inzest und Vergewaltigungen. Zudem kam es in Montaillou des Öfteren vor, dass ein verheirateter Mann oder eine verheiratete Frau außerhalb der Ehe noch andere Liebschaften pflegten. In diesem Zusammenhang spricht Ladurie von einer „Kultur der Promiskuität“:169 und weist darauf hin, dass die Kirche äußerst tolerant mit der „epikuräische[n] Sexualmoral“:179 der einfachen Leute umging. Überdies veranschaulichte das Kapitel „Die Libido der Clergues“, wie sich das Liebesleben der Mitglieder eines Haushaltes ausgestalten konnte, vor allem der lüsterne Dorfpfarrer Pierre Clergue mit seinen unzähligen Liebschaften steht hier erneut im Fokus.
Ladurie beschreibt unter anderem auch, in welchem Verhältnis die Menschen von Montaillou zur Religion standen. Die Leute glaubten etwa, dass man nicht direkt mit Gott in Kontakt treten konnte und auf die Hilfe von Mittlern – im Fall der Katholiken auf den Pfarrer und im Fall der Katharer auf den bonhomme bzw. parfait – angewiesen war.:252 Jedoch waren die Grenzen zwischen Heterodoxie und Orthodoxie nicht in Stein gemeißelt. So kam es durchaus vor, dass Bewohner, die den katharischen Ideen und den bonhommes wohlgesinnt waren, dennoch am sonntäglichen Gottesdienst teilnahmen.:329

## Konzept
Im ersten Teil befasst sich Le Roy Ladurie mit Strukturen, die über eine längere Zeitspanne unverändert bleiben. So thematisiert er in der Ökologie von Montaillou das Haus, welches im Leben der Bauer als wichtigste, soziale Einheit fungiert und spricht den Lebensrhythmus der Schäfer an. Hiermit knüpft er am Ansatz der Longue durée an, welche maßgeblich von seinem Lehrer Fernand Braudel geprägt wurde.
Im Teil zur Archäologie von Montaillou dreht sich alles um die Kulturformen (Mentalität) der Bewohner, die eine gewisse Dauerhaftigkeit besitzen.:78 Le Roy Ladurie bildet hierbei die Gefühle, Gedanken, Ideale und Vorstellungen der Bewohner von Montaillou zwischen dem 13. und 14. Jahrhundert ab und versucht zu erklären, wie diese sich wiederum auf das Handeln der Menschen auswirkte und ihre Haltung in spezifischen Situationen bestimmte (Mentalitätsgeschichte). Ihm zufolge spricht dabei nicht nur der Bauer, sondern auch die Kultur für sich selbst.:384
Le Roy Ladurie bringt folglich den Ansatz der Longue durée und der mentalitätsgeschichtlichen Forschung zusammen, indem er die Lupe auf eine Region richtet und diese im Kleinen bzw. mikrogeschichtlich untersucht. Heute wird Montaillou – Ein Dorf vor dem Inquisitor 1294–1324 nebst Carlo Ginzburgs Der Käse und die Würmer  als ein Klassiker der Mikrogeschichte betrachtet.

## Rezeption
Montaillou – Ein Dorf vor dem Inquisitor 1294–1324 war ein kommerzieller Erfolg und erzielte nach seiner Veröffentlichung hohe Verkaufszahlen. Auch unter den Kritikern wurde das Werk gewürdigt. Es wurde häufig als ein „Meisterwerk der Sozialgeschichte“:518 angepriesen. Laut Natalie Zemon Davis vereinte Le Roy Ladurie in seinem Buch kunstvoll die zwei Disziplinen der Geschichtswissenschaft und der Anthropologie. Ihr zufolge können daher all diejenigen, die Lokalgeschichte betreiben nur die Bemühungen von Le Roy Ladurie bewundern, da dieser das „Feld der großen Theorien über familiäre Beziehungen, soziale Organisation, die Mentalität […] der Bauern usw.“ auf die Probe stellt. Auch Laurence Wylie lobte Le Roy Ladurie in höchsten Tönen. Wenn es nach Wylie geht, schuf Le Roy Ladurie basierend auf den Akten von Jacques Fournier „das umfangreichste und spannendste Tableau über das mittelalterliche Leben in einer französischen Gemeinschaft“, das je geschrieben wurde. Wylie bezeichnete das Werk von Le Roy Ladurie als ein „Meilenstein in der Wissenschaft“:61. Philipp Lewis ging gar soweit und sagte, dass keine Rezension Laduries Monografie, welche Lewis zufolge einer Histoire Totale äußerst nahekommt, gerecht werden könne.
Andere Stimmen kritisieren jedoch den Umgang von Ladurie mit den Quellen: David Herlihy verglich Laduries Textversion mit der von Jean Duvernoy und kam zum Schluss, dass „die Recherche, welche den Argumenten unterliegt, besorgniserregende Anzeichen von Hast und Unachtsamkeit“:518 aufweisen. Herlihy zufolge arbeitet Ladurie mit Paraphrasen, die häufig verkürzt ausfallen, ohne dabei die ausgelassenen Stellen im Fließtext kenntlich zu machen, und weist darauf hin, dass manche Paraphrasen gar die eigentliche Bedeutung des Inhalts verzerren. Für Herlihy liegt der Hauptgrund hinter dem kommerziellen Erfolg des Buches im offenen und teils ausführlichen Umgang mit dem Thema Sex.
Gemäß Renato Rosaldo möchte Le Roy Ladurie den Leser glauben machen, dass der Inquisitor Jacques Fournier ein ausführliches und vertrauenswürdiges Dokument geschaffen hat, welches der Historiker sechs Jahrhunderte später – im Fall von Le Roy Ladurie äußerst „unkritisch“ – verwenden kann.:80 Der Annales-Historiker lasse nämlich den Entstehungskontext der Quellen außer Acht und berücksichtige damit nicht die Machtverhältnisse, durch welche sie produziert wurden, so Rosaldo.:80–81 Er sieht folglich den Gebrauch von Inquisitionsakten als „transparentes Medium für die Stimmen der Bauern“ als äußerst problematisch an. Auch Jessie Sherwood knüpft an der Kritik von Rosaldo an und ergänzt, dass Le Roy Ladurie bedenkenlos die Quellen durchwühlte nach Informationen über die Vorstellungen und das alltägliche Leben der Menschen in Montaillou und dabei „Dispositionen von der dritten Person in die erste“:77 übertrug.

## Ausgaben
- Französische Originalausgabe: Montaillou, village occitan de 1294 à 1324. Gallimard, Paris 1975.
- Überarbeitete Französische Ausgabe. Montaillou, village occitan de 1294 à 1324. Gallimard, Paris 1982, ISBN 2070209512.
- Englische Übersetzung: Montaillou: the promised land of error. Vintage Books, New York 1979, ISBN 0-394-72964-1.
- Deutsche Übersetzung: Montaillou: ein Dorf vor dem Inquisitor 1294 bis 1324. Ullstein, Frankfurt am Main und Berlin 1986, ISBN 3-548-34114-4.